# موریس استرانگ
موریس استرانگ (انگلیسی: Maurice Strong; ۲۹ آوریل ۱۹۲۹ – ۲۷ نوامبر ۲۰۱۵) یک تاجر نفت و معدن و یک دیپلمات اهل کانادا بود که به عنوان معاون دبیر کل سازمان ملل متحد نیز خدمت می‌کرد. وی همچنین برندهٔ جوایزی همچون جایزه چهار آزادی شده‌است.